# Trachylepis lavarambo
Trachylepis lavarambo (Nussbaum & Raxworthy, 1998) è un sauro della famiglia Scincidae, endemico del Madagascar.

## Distribuzione e  habitat
L'areale della specie è ristretto all'isola di Nosy Be, nel Madagascar nord-occidentale; la sua presenza è documentata solo all'interno della foresta primaria di Lokobe..

## Conservazione
Per la ristrettezza del suo areale, sottoposto alla pressione della deforestazione, la IUCN Red List classifica Trachylepis lavarambo come specie vulnerabile.